# Dave Meniketti
Dave Meniketti (Oakland, 12 dicembre 1953) è un cantante, chitarrista heavy metal statunitense noto per essere il frontman dei Y&T.

## Biografia
David Alan Meniketti nacque e crebbe a Oakland, California. Già in giovane età Dave cominciò a sviluppare una notevole tecnica chitarristica ispirandosi a musicisti come Jimi Hendrix, John Coltrane, Sammy Hagar, James Brown, Led Zeppelin. Nel 1983 raggiunse i Y&T, band di San Francisco alla ricerca di un frontman. Il gruppo passò alla pubblicazione di diversi lavori, tuttavia nei primi anni non riuscirono ad ottenere molta popolarità. Sorprendentemente Ozzy Osbourne contattò Meniketti come sostituzione per Brad Gillis, ma il frontman rifiutò l'offerta. Successivamente riceverà un'offerta anche dai Whitesnake. La popolarità del gruppo cominciò ad emergere durante gli anni 80. Nel 1985 Dave partecipò al progetto Hear n' Aid, ideato da Ronnie James Dio a cui parteciparono molte star della scena heavy metal a scopo di beneficenza per l'Africa. Con i Y&T, Meniketti vendette durante la sua carriera 4 milioni di dischi in tutto il mondo, registrando 17 album e suonando negli States e nel mondo al fianco di noti gruppi della scena heavy metal.
Mentre Y&T si preserò poi una pausa a tempo indeterminato, Meniketti misein piedi un suo studio di registrazione, pubblicando il suo debutto solista On the Blue Side nel 1998. Lo stesso anno lo si nota nel tribute album degli AC/DC Thunderbolt: A Tribute To AC/DC dove suona e canta il brano "Night Prowler".
Nel 2002 Meniketti, oltre alla carriera con i Y&T, continua parallelamente l'attività solista dando vita al progetto "Meniketti" composto da Myron Dove (turnista per gli Steelheart) al basso, Tony Stead alle tastiere e Chris Miller dietro i tamburi. Il progetto Meniketti darà alla luce il disco omonimo Meniketti nel 2002 seguito dal disco dal vivo Live In Japan nel 2003.
Nel primo 2007 Dave Meniketti è apparso come ospite nel nuovo disco dei Lizzy Borden Appointment with Death. I Y&T continuano tuttora l'attività live negli States e all'estero.

## Curiosità
Il chitarrista dei Secret Chiefs 3, nonché ex Mr. Bungle Trey Spruance affermò in un'intervista concessa a Kerrang! nel 1991, "... sicuramente, la devo [la sua velocità nel suonare la chitarra] ai Y&T. Dave Meniketti è il mio Dio". 
In virtù delle sue origini, Dave Meniketti detiene la doppia cittadinanza statunitense/italiana

## Discografia

### Solista
- 1998 - On the Blue Side
- 2002 - Meniketti
- 2003 - Live In Japan

### Altri album
- 1985 - Vari artisti - Hear 'n Aid
- 2003 - Chris Catena - Freak Out!
- 2007 - Lizzy Borden - Appointment with Death

### Tribute album
- 1998 - Thunderbolt: A Tribute To AC/DC
- 2008 - High Voltage Box: The Ultimate AC/DC Tribute